# نتهرکی
نتهرکی (به انگلیسی: Nithar Ke) یک روستا در پاکستان است که در پنجاب واقع شده‌است.